# Örnnästet (plats)

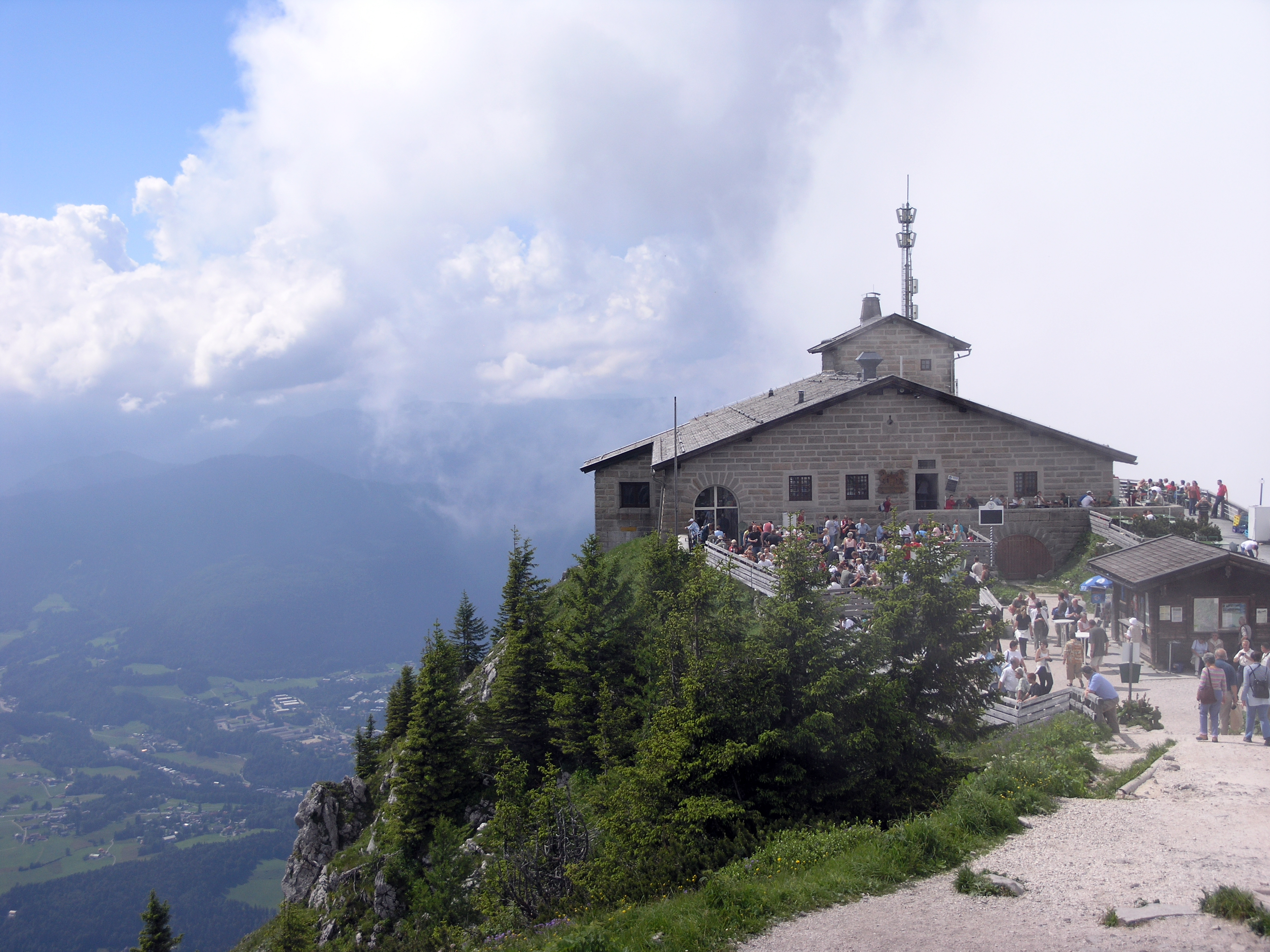
Kehlsteinhaus

Örnnästet kallas flera byggnadsverk i Tyskland och Österrike.
- Berghof var en anläggning med vackra alphus och bunkrar på nästan 1 000 meters höjd. Det ligger strax öster om Berchtesgaden på en sluttning i Obersalzberg och etablerades på 1930- och 1940-talen som en slags semesterort och högkvarter för Hitler och hans närmaste män. Anläggningen förstördes helt efter kriget.
- Kehlsteinhaus är en byggnad på 1 834 meters höjd, som nås via en hiss i berget. Huset byggdes till Adolf Hitler med Martin Bormann som byggherre och Nationalsocialistiska partiet som betalare.[1] Byggnaden finns kvar som museum och turistanläggning. Anläggningen ligger 3,7 km (fågelvägen) sydost om Berchtesgaden. Platsen nås under turistsäsongen med speciell buss som utgår från Obersalzberg.
- Burg Hohenwerfen är ett slott i Werfen i Österrike, 22 km sydost om Berchtesgaden, där filmen Örnnästet efter Alistair MacLeans roman spelades in. Burg Hohenwerfen är idag en mycket besökt turistanläggning.
- Adlerhorst, som just betyder "örnnäste" på tyska, var en ledningsbunker som låg 7,9 km väst om Bad Nauheim i Hessen. Anläggningen uppfördes 1939–1940 kring slottet Ziegenberg och utgjordes av ett bunkersystem med en sammanlagd yta på 3 800 m². De sju bunkrar som låg ovan jord var kamouflerade för att se ut som vanliga hus. Adlerhorst var i första hand tänkt att utgöra högkvarter under invasionen av England, som aldrig genomfördes. Istället användes det som högkvarter av Hitler under Ardenneroffensiven 1944–1945.[2]